# Tricking
Tricking（极限特技、武术特技）是融合武術的踢腿、體操的翻轉和身體的彎曲，以及包括霹雳舞在內的許多舞蹈動作和舞蹈風格的一種體操。它旨在展示不同"tricks"的艺术性，参与这种極限运动的人們被称为"trickers"。Tricking的动作有：540 kick、Flashkick、Butterfly kick、Double Leg等。